# Alexander Calder
Pour les articles homonymes, voir Alexander Calder (homonymie).
Alexander « Sandy » Calder est un sculpteur et peintre américain, né le 22 juillet 1898 à Lawnton (Pennsylvanie) et mort le 11 novembre 1976 à New York (État de New York).
Il est surtout connu pour ses mobiles ainsi nommés sur proposition de Marcel Duchamp lors de leur exposition à Paris en 1932 à la galerie Vignon, ses assemblages de formes animées par les mouvements de l'air, puis ses stabiles.

## Biographie

### Enfance
Né le 22 juillet 1898 à Lawnton, près de Philadelphie, en Pennsylvanie, Alexander Calder est le fils d'une riche famille d'artistes : sa mère, Nanette Lederer Calder, est peintre ; son père, Alexander Stirling Calder, est sculpteur, ainsi que son grand-père Alexander Milne Calder.

### Formation et travail d'illustrateur
En 1919, il obtient le diplôme d'ingénieur en mécanique à l'Institut de technologie Stevens de Hoboken. Mais il préfère l'art qu'il a déjà pratiqué en amateur grâce au matériel puis aux outils fournis par son père. Dès 1906, il fabrique des poupées pour sa sœur et à Noël 1909, il offre deux sculptures à ses parents. Après son diplôme, Alexander Calder abandonne le métier d'ingénieur puis perfectionne son art à l'Art Students League of New York où il entre en 1923 et produit des œuvres dans le style de l'Ashcan aesthetic.
À cette époque-là, il illustre des événements sportifs ainsi que les comptes rendus des tournées du Ringling Bros. and Barnum & Bailey Circus pour le journal National Police Gazette de New York. Il fait aussi de nombreuses esquisses d'animaux publiées un an après son départ pour la France, en 1926, sous le titre Animal sketchings,

### Paris dans les années 1920 et 1930
En 1926, arrivé à Paris, il crée des jouets articulés qu'il présente au « Salon des Humoristes de 1927. » Les années suivantes et jusqu'en 1929, l'artiste passionné de cirque se consacre au Cirque de Calder, un ensemble de 200 personnages en fils de fer tordus et bouts de chiffons qui lui servent à présenter une performance de deux heures, qu'il peut transporter et qu'il expose à Paris, puis à Berlin, New York… Dans ce spectacle, l'artiste joue le rôle de maître de cérémonie, de chef de piste et de marionnettiste en faisant fonctionner manuellement le mécanisme, le tout étant accompagné de musique et d'effets sonores. Les personnages représentent souvent des personnages connus de l'époque. Le « Cirque de Calder » a fait une dernière apparition à Paris du 18 mars au 29 juillet 2009 au Centre national d'art et de culture Georges-Pompidou : Alexander Calder, les années parisiennes, 1926-1933
Par la suite, entré en contact avec des représentants de l'avant-garde artistique parisienne comme Joan Miró, Jean Cocteau, Man Ray, Robert Desnos, Fernand Léger, Le Corbusier, Theo van Doesburg, et surtout Piet Mondrian, qui aura une grande influence artistique sur lui, à partir de 1930, Calder n'abandonne pas le fil de fer avec lequel il « dessinait » pour adopter un style entièrement abstrait, mais il lui adjoint d'autres formes plus abstraites.
« En 1932, il expose pour la première fois ses premières sculptures abstraites, en tiges et plaques articulée, les Mobiles, peints en noir et blanc, et parfois rehaussés d'un ou deux aplats de couleurs qui connaissent un grand succès ». Ces trente sculptures articulées en fil et morceaux de fer sont présentées à la Galerie Vignon, dirigée par Marie Cuttoli. Quinze d'entre eux sont mis en mouvement par de petits moteurs que l'artiste actionne. Cette année-là l'artiste a rejoint le groupe Abstraction-Création.
« Ces engins articulés, Marcel Duchamp propose de les appeler Mobiles, rappelant les deux sens du terme : mouvement et mobile. Calder s'est empressé d'adopter le terme qui marque le début de sa longue carrière. »

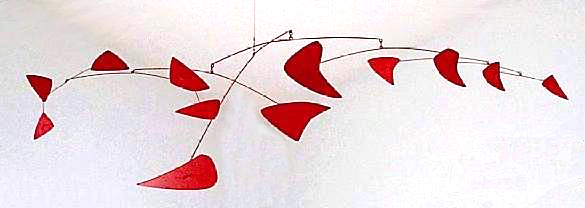
Mobile rouge, Alexander Calder, 1956. Feuille de métal et de peinture, musée des beaux-arts de Montréal.

Le 10 janvier 1938 à 21 h 10, il présente ses mobiles dans une émission de télévision de quinze minutes que lui consacre la toute nouvelle chaîne de la BBC.

#### Calder et la Seconde Guerre mondiale
Dès 1933, Alexander et son épouse Louisa, décident de quitter l'Europe face à la montée du fascisme pour se réfugier aux États-Unis. Fervent défenseur de la liberté et francophile convaincu, Calder souhaite participer à l'effort de guerre en intégrant l'armée pour travailler sur les techniques de camouflage. Rejeté, l'artiste décide de participer à la lutte par d'autres moyens : grâce à ses relations, il parvient à obtenir des visas américains pour les artistes français et européens en exils. André Breton, Marc Chagall, Yves Tanguy, Fernand Léger ou encore Jacques Lipchitz bénéficieront de son aide. En parallèle, il intègre France Forever, un groupe de soutien à la résistance française créée en 1940 aux États-Unis. L'objectif de ce groupe est d'apporter un soutien financier et moral à la résistance et de faire reconnaître la France Libre comme allié à part entière.
En 1942, Calder réalise une sculpture baptisée France Forever, dont il fera cadeau au groupe de soutien. Deux ans plus tard, à l'occasion d'une exposition, son œuvre est proposée à la vente, afin que les bénéfices soient reversés aux combattants résistants. Alexander Calder est le seul artiste américain à prendre part à cette vente.

### Carrière après la guerre
En 1943, le Museum of Modern Art organise une première rétrospective, suivie en 1946 par une exposition à Paris préfacée par Jean-Paul Sartre, et en 1952, il obtient le grand prix de la Biennale de Venise.
Au milieu des années 1950, il s'installe à Saché, commune d'Indre-et-Loire découverte grâce à Jean Davidson (qui épouse sa fille Sandra en 1955 à la mairie et à l'église du village), dans une maison dite « François Ier », sur les bords de l’Indre.
En 1958, il réalise le mobile du siège parisien de l'UNESCO, dix mètres de haut, deux tonnes d’acier noir, cinq bras.

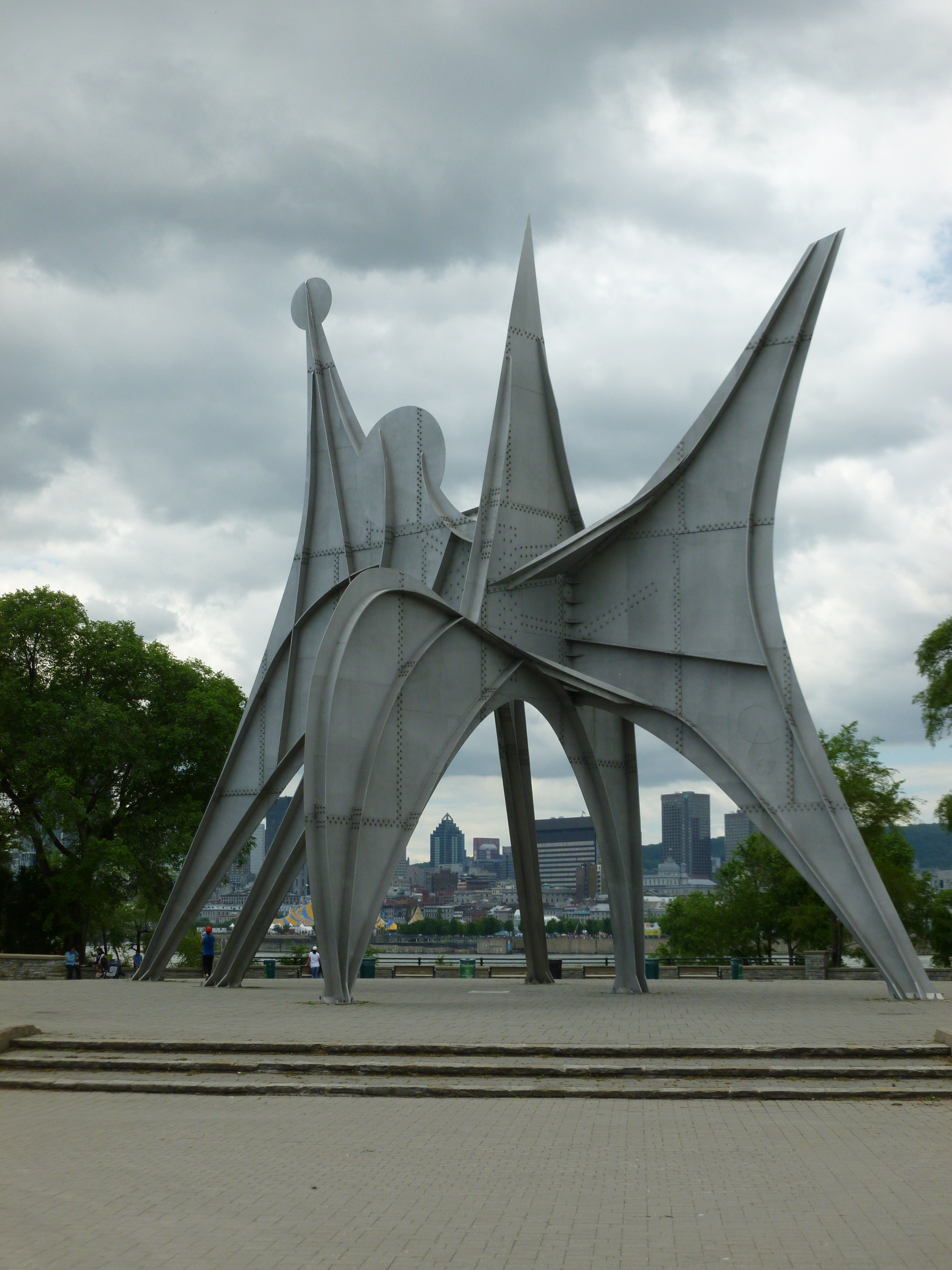
Trois Disques ou l'Homme de Calder, Montréal.

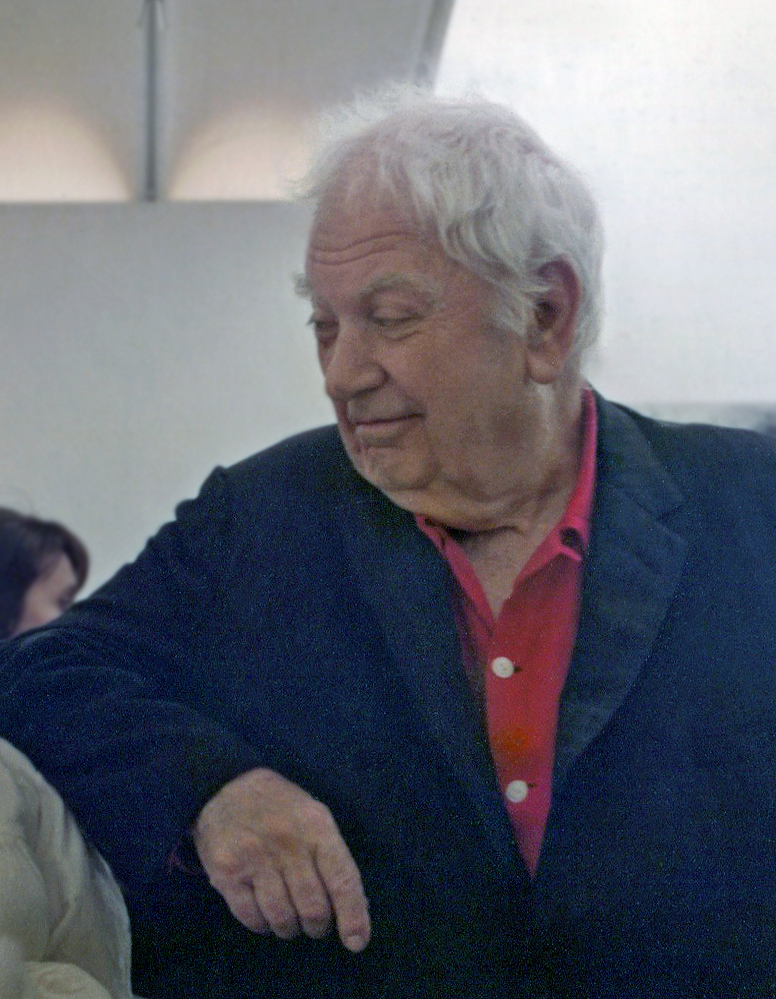
Alexander Calder en 1968.

En 1962 (tout en conservant la maison « François Ier »), il installe un nouvel atelier sur le site du Carroi, d'une conception très futuriste et dominant la vallée de la Basse-Chevrière, toujours à Saché ; en 1969, il fait construire sa nouvelle maison près de cet atelier.
À partir de 1963 jusqu'à son décès en 1976, il fait fabriquer la majeure partie de ses stabiles et mobiles aux établissements Biemont à Tours, dont Trois Disques (nom actuel donné après l'exposition) baptisé L'Homme à sa création en 1966 pour l'exposition de Montréal, tout en acier inoxydable de 23 mètres de haut, commandé par l'International Nickel du Canada (Inco) pour l'Exposition universelle de Montréal en 1967. Toutes les fabrications sont faites d'après une maquette réalisée par Calder, par le bureau d'étude (dirigé par M. Porcheron, avec Alain Roy, François Lopez et Michel Juigner) pour concevoir à l'échelle réelle, puis par des ouvriers chaudronniers qualifiés pour la fabrication, Calder supervisant toutes les opérations, et modifiant si nécessaire l'œuvre. Tous les stabiles sont fabriqués en acier au carbone, puis peints, pour une majeure partie en noir (ou rouge pour quelques-uns), sauf Trois Disques (L'Homme) qui sera en acier inoxydable (brut), les mobiles étant fabriqués en aluminium et duralumin puis peints aux couleurs primaires (jaune, bleu, rouge) ou noir ou blanc. Environ 130 œuvres monumentales furent réalisées aux établissements Biémont dirigés par son PDG Monsieur Bazillon.
En 1971, Calder et Jacques Prévert travaillent ensemble à un livre qui s’intitulera Fêtes, publié par les éditions Maeght, où Calder réalise des eaux-fortes et Prévert écrit un long texte sur l’œuvre du sculpteur.
En 1973, Alexander Calder a été chargé par la compagnie aérienne Braniff International de peindre un avion. La contribution de Calder était un Douglas DC-8 connu simplement comme « Flying Colours of South America ». En 1975, il a été présenté au Salon du Bourget à Paris, France. Ses dessins reflétaient les couleurs vives et les dessins simples d'Amérique du Sud et d'Amérique latine, et était principalement utilisé sur les vols entre les États-Unis et l'Amérique du Sud.
Le 30 juin 1974 est inaugurée en sa présence Totem, une sculpture mobile offerte par lui à la commune de Saché. Elle est installée sur une place au centre du village, aujourd'hui nommée place Alexandre-Calder.
En 1975, il entreprend la décoration de Flying Colours of the United States pour commémorer le bicentenaire des États-Unis. Cette fois, l'avion est un Boeing 727-200. La Première dame Betty Ford baptise Flying Colours of the United States à Washington, DC le 17 novembre 1975. Calder mourra en novembre 1976, alors qu'il achève la conception d'une troisième livrée, intitulée Flying Colours of Mexico ou Salute To Mexico. Par conséquent, cette livrée ne sera utilisée sur aucun avion Braniff.
Il est le premier à collaborer au projet de Hervé Poulain qui consiste à personnaliser une BMW 3.0 CSL pour les 24 Heures du Mans. En font de même, avec divers modèles de la marque BMW et dans le cadre de la série BMW Art car, aujourd'hui préservée par le Musée BMW de Munich : Andy Warhol, César, Arman, Roy Lichtenstein, Georges Wolinski, Frank Stella et d'autres artistes.
S’il est surtout connu pour ses peintures, ses mobiles et ses stabiles, Calder a également réalisé au cours de sa longue carrière de nombreux bijoux. Il a également réalisé en 1969 des décors d'assiettes en collaboration avec la Manufacture nationale de Sèvres.
Alexander Calder meurt d'une crise cardiaque à New York, le jour du vernissage d'une rétrospective de son œuvre au Whitney Museum of American Art. Son épouse meurt en 1996.

### Après sa mort
En 1994, une exposition se tient à l'abbaye Saint-Germain à Auxerre.
En 2011, la National Portrait Gallery de Washington organise une exposition intitulée Calder's Portraits: A new Langage qui met en avant un élément souvent négligé de son art : les portraits de fil de fer. Croquis, peintures, sculptures et mobiles figurant des visages sont ainsi mis à l'honneur.
C'est au tour du musée des beaux-arts de Montréal en 2018 d'exposer plus de 150 de ses œuvres, avec des animations forcées de certains mobiles.

## Œuvres
- 1926 : Animal Sketching, New York - Rééd. 2009, Éditions Dilecta, Paris
- 1937 : Mercury Fountain. Barcelone. Fondation Joan-Miró 114 x 293 x 196
- 1939 : Fish Bones, Musée national d'Art moderne, Paris
- 1939 : Lobster Trap and Fish Tail, Museum of Modern Art, New York
- 1942 : France Forever, Historial Charles de Gaulle, Paris
- 1948 : Blue Feather, mobile en métal peint, 42 × 55 × 18 in, New York
- 1951 : Tower with painting, museum of San Francico, États-Unis
- 1953 : Las Nubes, Aula Magna Université centrale du Venezuela, Caracas, Venezuela
- 1956 : Red Lily Pads, Guggenheim museum, New York, États-Unis
- 1958 : L'Oreille (fontaine mobile), rue Montagne de la Cour (Mont des Arts) à Bruxelles, Belgique
- 1958 : Spirale, Palais de l'UNESCO, Paris, France
- 1960 : Le Coq
- 1962 : Guillotine pour huit, stabile en acier, 7 × 7 × 4,67 m, Musée d'art moderne Lille Métropole, Villeneuve-d'Ascq, France
- 1962 : Teodelapio, stabile en acier, Spolète, Italie
- 1963 : Les Trois Ailes, stabile en acier, de 3 × 4,5 × 6 mètres, Musée d'art moderne de Saint-Étienne, France
- 1963 : La Femme, stabile en acier, Musée Gassendi à Digne-les-Bains, France
- 1964 : Caliban, stabile en acier, Maison de la culture de Bourges, France
- 1964 : Nageoire, acier, 4,55 × 5,1 × 6,1 mètres, MNAM, Centre national d'art et de culture Georges-Pompidou, Paris, France
- 1965 : La Touraine, boite de conserve, 82 × 55 × 78 mètres, Fondation Calder, à New York.
- 1965 : Brasilia, stabile mobile, 3,75 × 3,25 × 2,25 mètres, Fondation Gianadda, parc de sculptures, Martigny, Suisse
- 1965 : Têtes et Queue à Berlin
- 1967 : Les Ailes brisées, stabile en acier, collège Saint-Exupéry, Perpignan, France
- 1967 : Les Cinq Ailes, stabile en acier, 4,8 × 7,8 × 5,9 mètres, parc floral de Paris, France
- 1967 : Les Trois Pics, stabile en acier, place de la Gare, Grenoble, France
- 1967 : Cactus provisoire, stabile en acier, Fellows' square, Trinity College, Dublin, Ireland
- 1967 : Monsieur Loyal, stabile en acier, musée de Grenoble, France
- 1967 : Trois Disques, stabile en acier inoxydable, 21,3 × 22 mètres, Belvédère du Parc Jean-Drapeau, Montréal, Canada
- 1968 : El Sol Rojo, stabile en acier, haut de 25,8 mètres, devant le Stade Azteca, Mexico.
- 1969 : A. Crimly, Stabile-Mobile en acier et aluminium, 3 × 5 × 2 mètres, Amboise, France
- 1969 : Ordinary, acier, haut de 12 mètres
- 1970 : Reims Croix du Sud, mobile, Musée d'art moderne Lille Métropole, Villeneuve-d'Ascq, France
- 1970 : Stabile-Mobile, acier 7 × 8 × 5 mètres, Musée d'Art moderne et d'Art contemporain de Nice, France
- 1973 : Crinkly avec disc rouge, Stuttgart
- 1973 : Flamingo, sculpture en acier, Chicago, États-Unis
- 1974 : Cheval rouge, stabile en acier, 5 × 6 × 5,94 mètres
- 1974 : La cornue, stabile en acier, campus universitaire de Grenoble, France
- 1974 : Tom's, stabile en acier, 5,72 × 5,49 × 6,71 mètres
- 1975 : Le Grand Diable rouge, acier, 3,10 × 2,95 mètres
- 1976 : L'Araignée rouge, acier, esplanade de La Défense, France
- 1976 : Un geste pour Jérusalem, Mont Herzl, Jérusalem, Israël.

### Livres d'artiste
Alexander Calder ne s'intéressa qu'épisodiquement à l'art du livre au sens strict. Entre 1948 et 1955, il illustre quelques livres pour enfants, à faible tirage. Dans les années 1960-1970, il réalise des gravures pour les livres d'artistes comme La Proue de table (texte d'Yves Elléouët, 1967), Fêtes (texte de Jacques Prévert, 1971), Santa Claus (texte de E.E. Cumming, 1974).

## Galerie d'œuvres

Sculptures
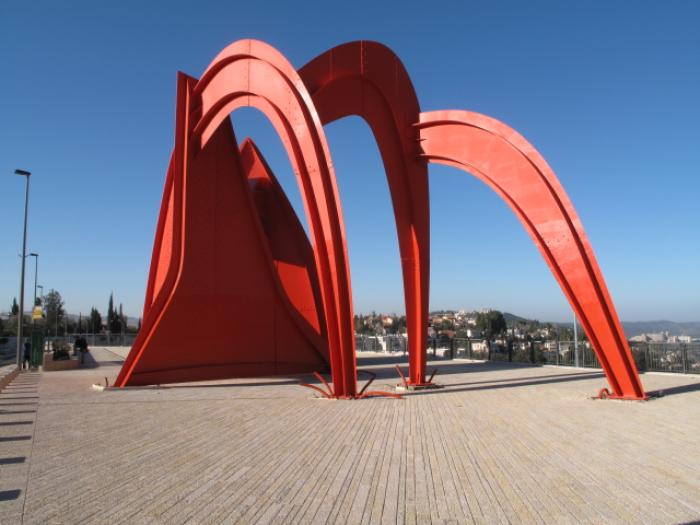
Un geste pour Jérusalem, stabile au pied du mont Herzl.
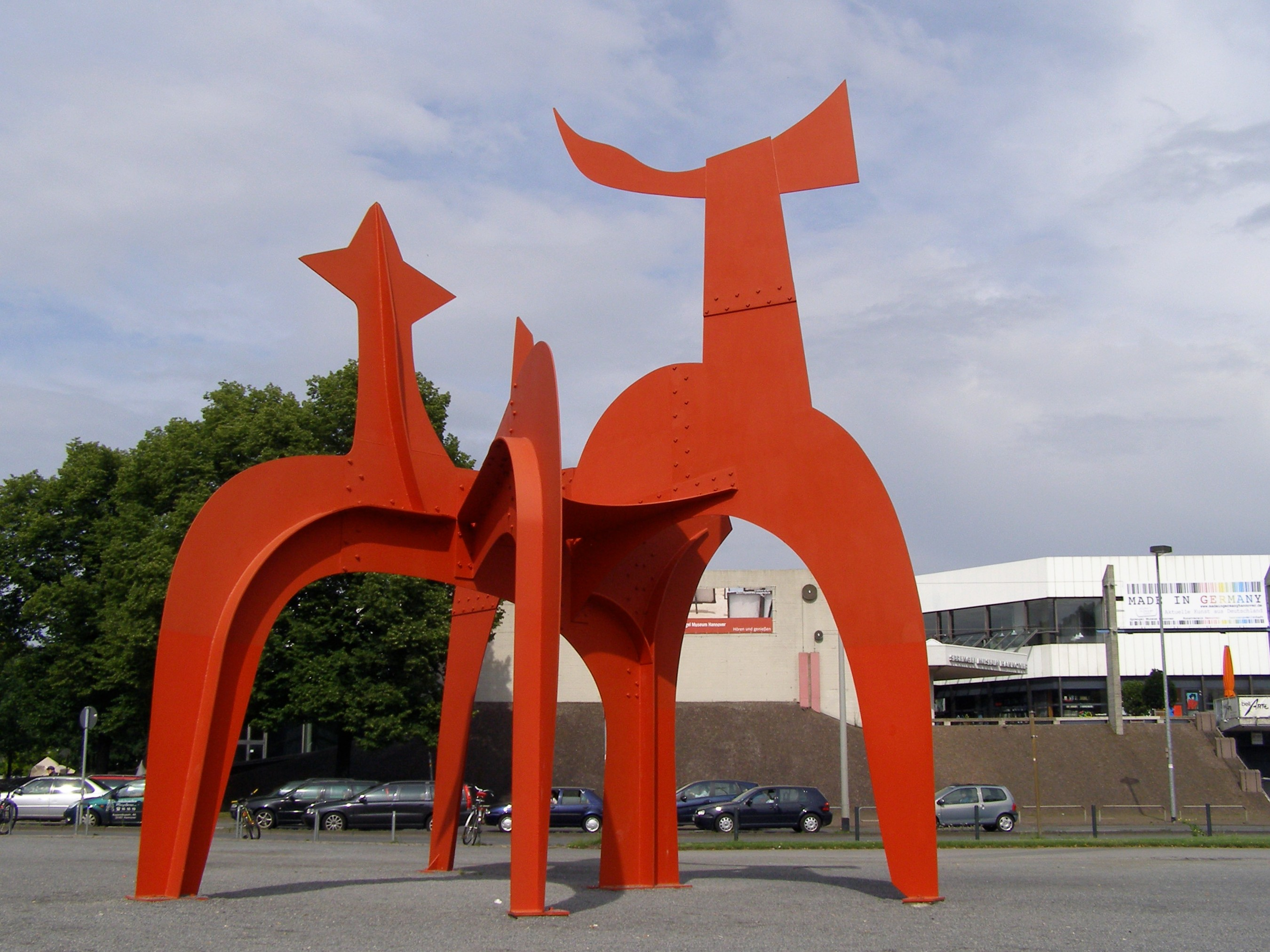
Le Halebardier (1971), Hanovre, Sprengel Museum Hannover.
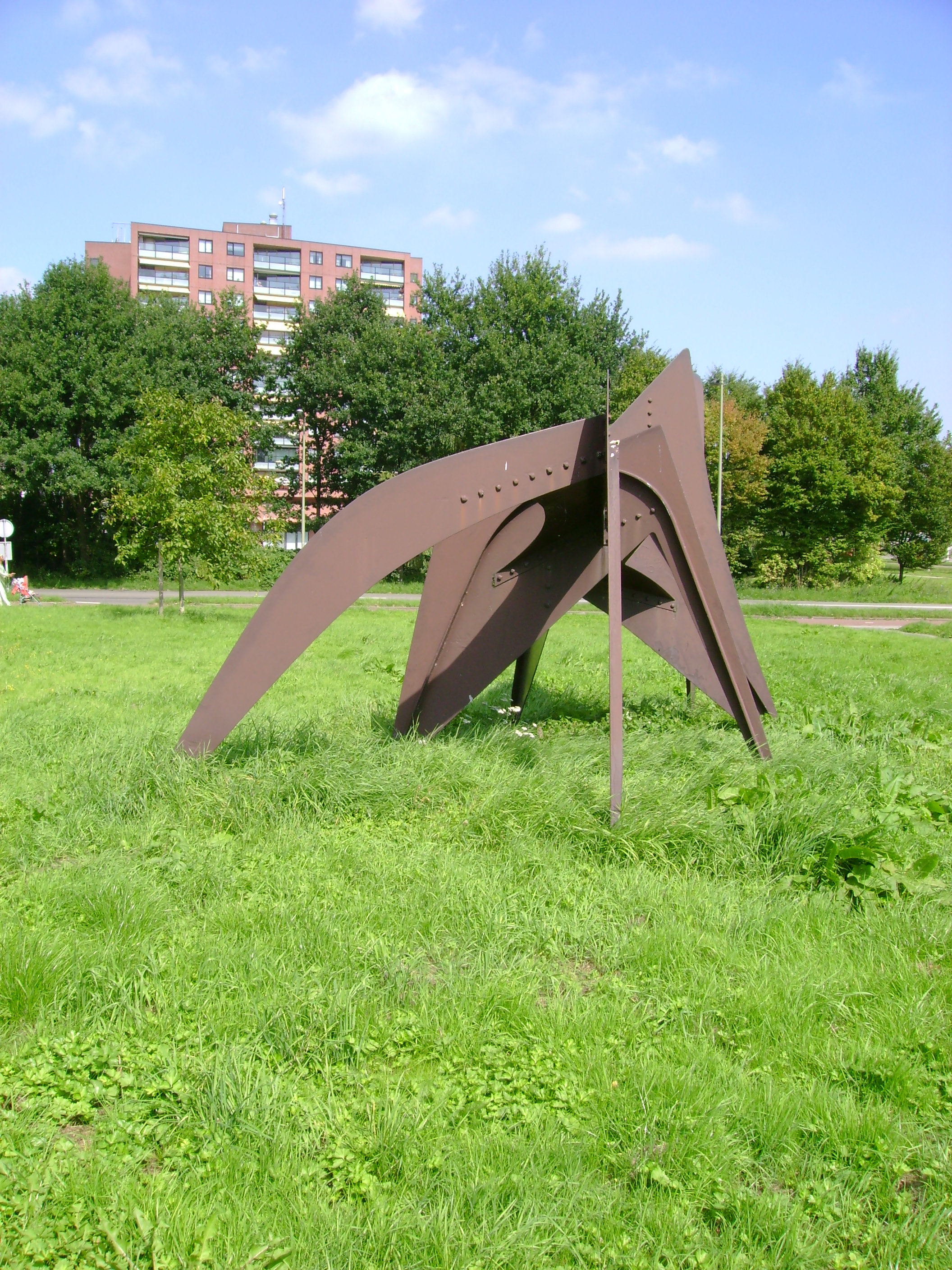
Le Tamanoir (1963), Rotterdam (Pays-Bas).
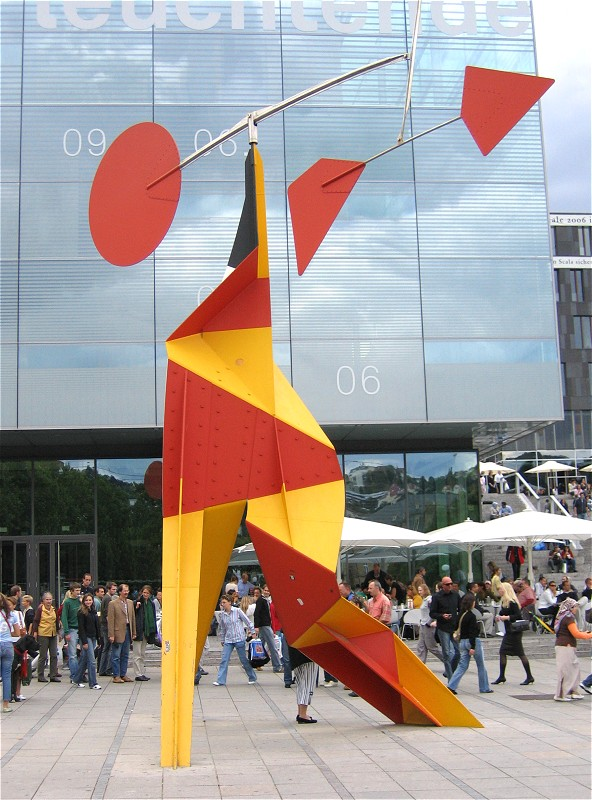
Crinkly avec disque rouge (1973), Stuttgart.
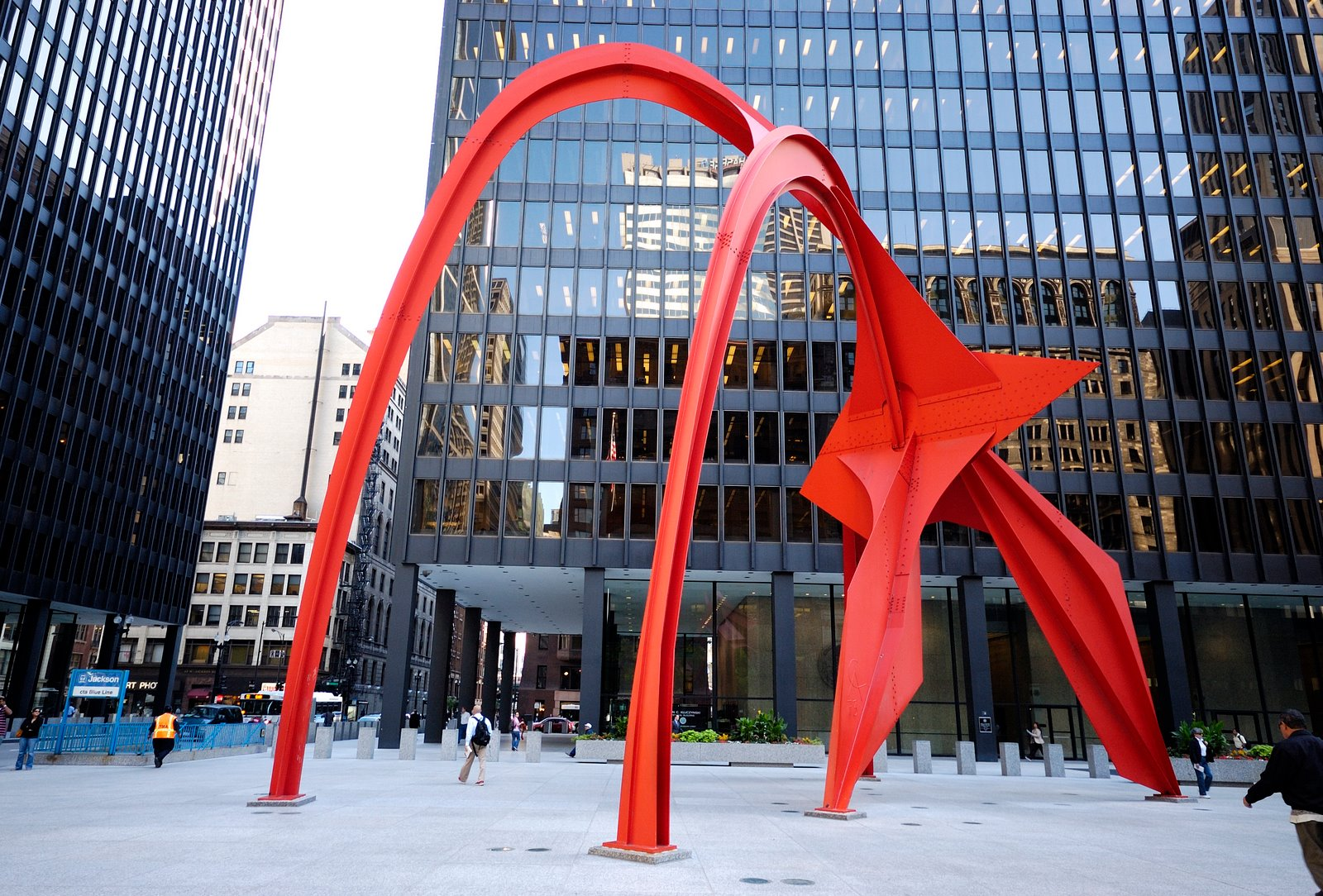
Flamingo (1973), Chicago.
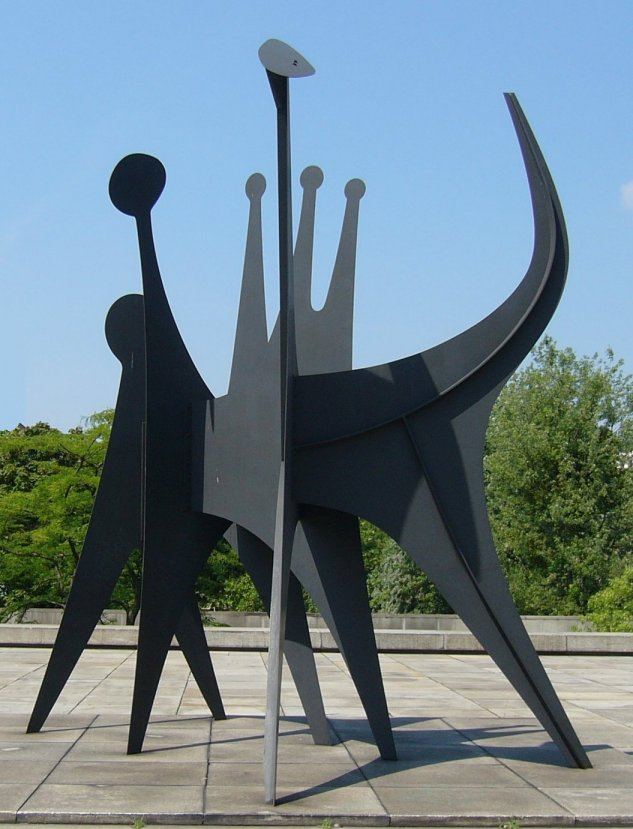
Têtes et Queue (1965), Berlin.
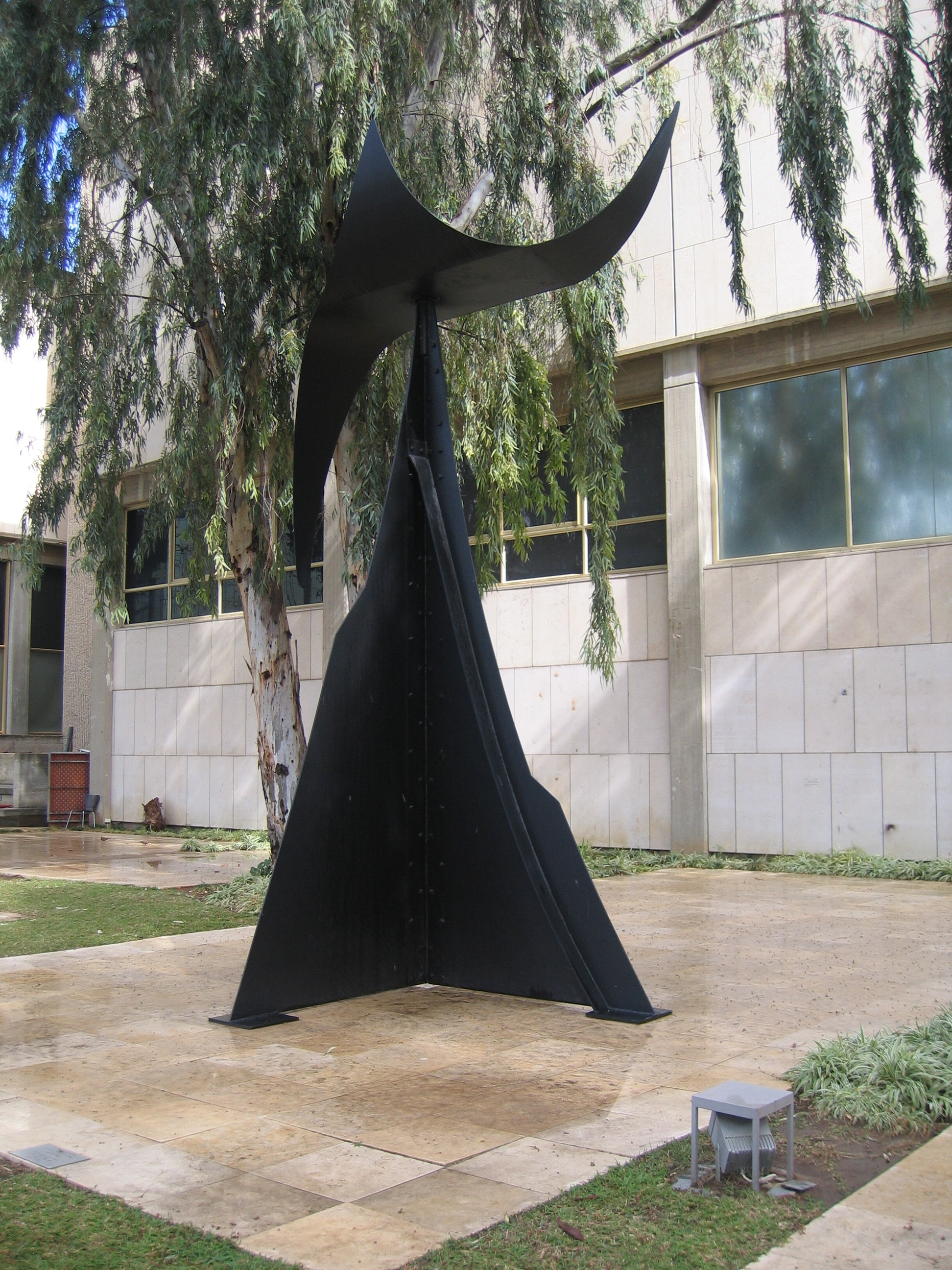
Feuille d'arbre (1974), Tel Aviv.
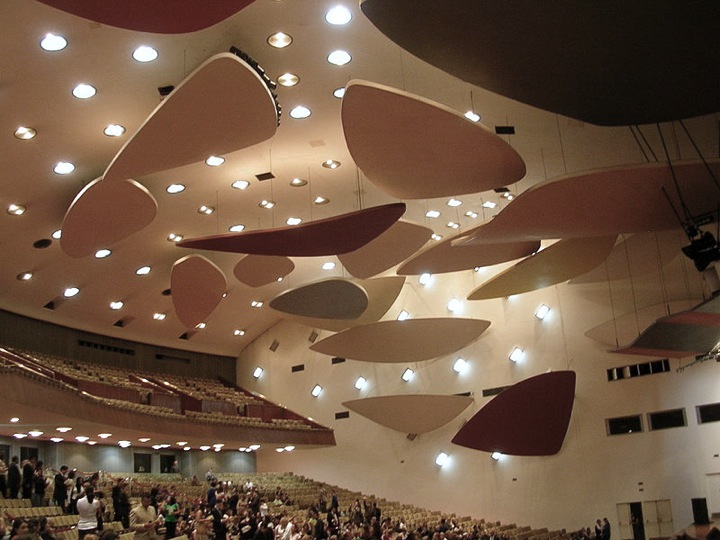
Aula Magna, Las Nubes, université centrale du Venezuela.
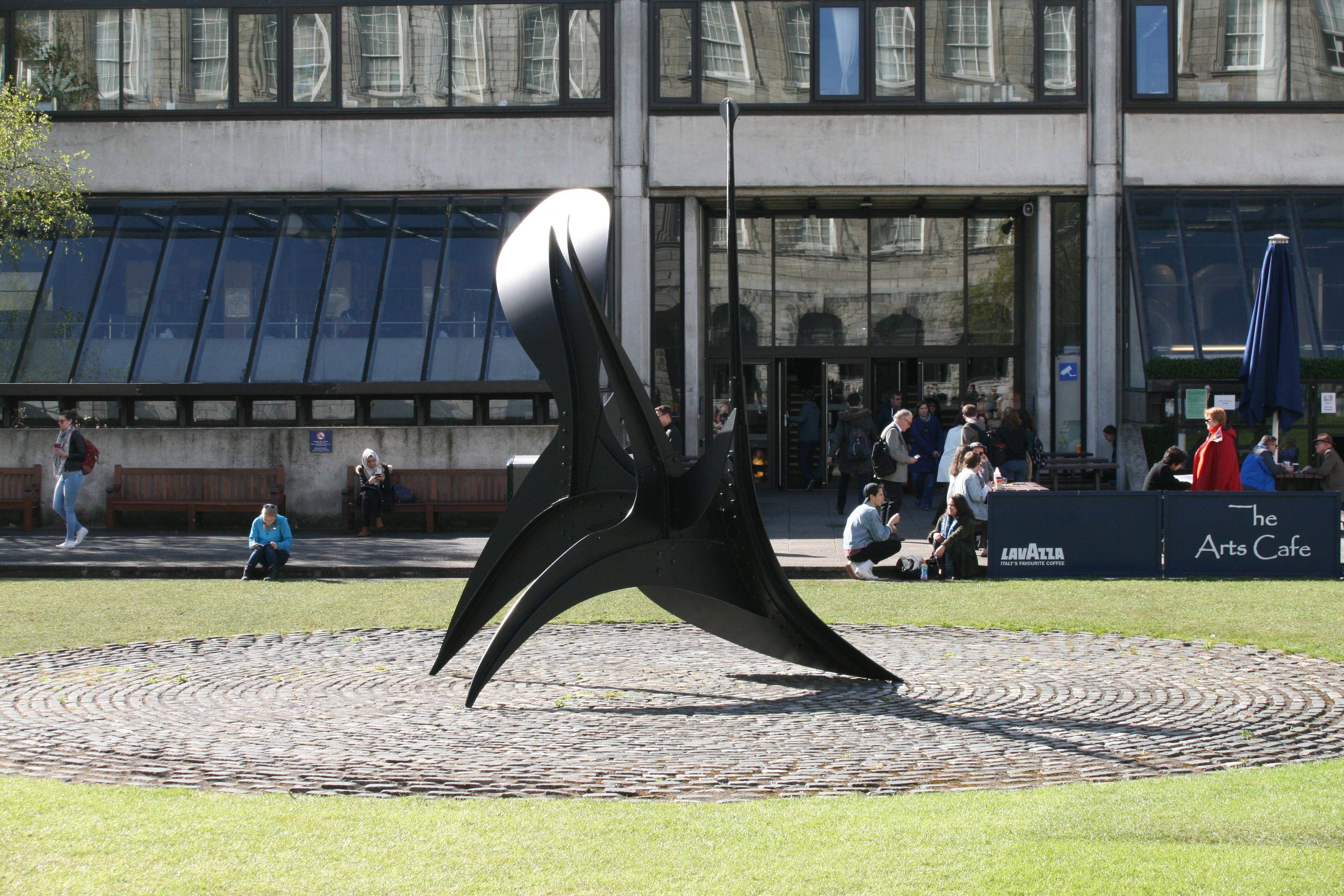
Cactus provisoire (1967), Dublin.

## Expositions
Cette liste est dynamique en ce qu'elle évolue régulièrement et ne sera peut-être jamais complète. Vous pouvez la compléter en citant des sources fiables.
- Salon des surindépendants.
- Calder, du 23 octobre 2009 au 14 février 2010, Palais des expositions, Rome.
- Le forgeron des libellules géantes, du 24 juin au 29 octobre 2017, musée Soulages, Rodez.
- Calder-Picasso, du 19 février au 25 août 2019, musée Picasso, Paris.

## Cote
Un mobile de Calder (60 × 190 cm) réalisé en 1952 et dédicacé à Jean Vilar a été vendu le 31 mai 2010 à un collectionneur suisse pour un montant de 2 287 000 euros, plus haute enchère obtenue par l'artiste en France.
Une de ses sculptures pesant 800 kilogrammes et mesurant 3,5 mètres de haut a été estimée entre 2 et 3,5 millions d'euros.